# Odontopera integraria
Odontopera integraria là một loài bướm đêm trong họ Geometridae.